# Franz Georg Karl von Metternich

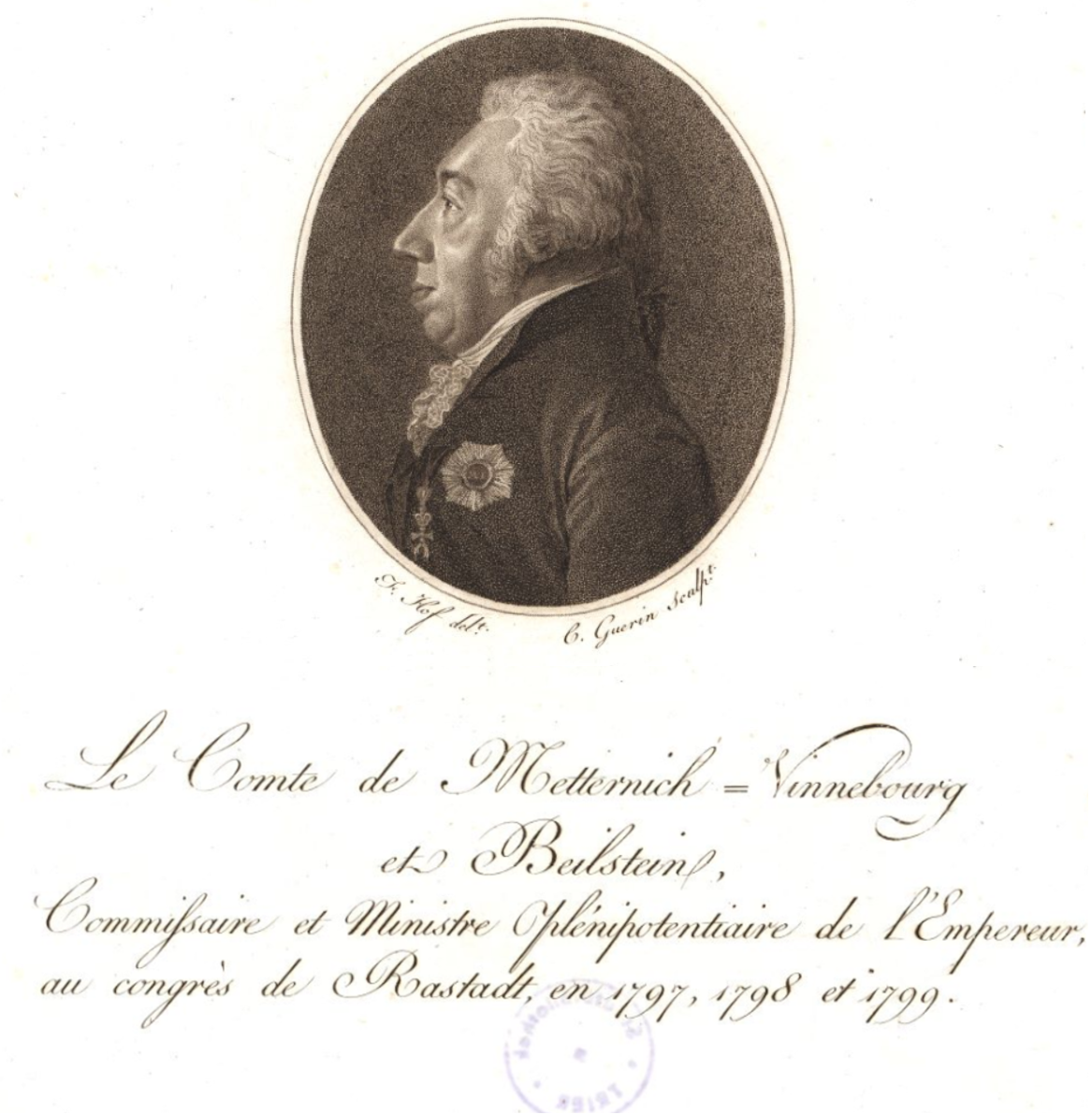
Porträt des Grafen von Metternich-Winneburg um 1799

Franz Georg Karl Graf von Metternich-Winneburg, seit 1803 Fürst von Ochsenhausen (* 9. März 1746 in Koblenz; † 11. August 1818 in Wien) war Diplomat und Minister in österreichischen Diensten.

## Familie
Er stammte aus der Linie Winneburg-Beilstein des Adelsgeschlechts Metternich und war der Sohn des Grafen Johann Hugo von Metternich-Winneburg und dessen Frau Clara Luise, Freiin von Kesselstatt. Er selbst heiratete 1771 Gräfin Maria Beatrix von Kageneck. Er war Vater unter anderem von Klemens Wenzel Lothar von Metternich.

## Biografie

### Ausbildung und berufliche Anfänge
Da sein Vater bereits früh gestorben war, wuchs Metternich unter der Vormundschaft seines Onkels Franz Ludwig von Metternich-Winneburg auf. Metternich studierte Rechtswissenschaften in Mainz. Außerdem lernte er am Reichskammergericht in Wetzlar, dem Reichstag in Regensburg und am Reichshofrat in Wien das Funktionieren von Justiz und Verwaltung im Heiligen Römischen Reich kennen. Anschließend begab sich Metternich auf eine Grand Tour durch Italien.
Nach seiner Rückkehr wurde Metternich 1768 Gesandter des Kurfürsten von Trier Clemens Wenzeslaus in Wien. Später wurde er vom Kurfürsten zum Staats- und Konferenzrat für auswärtige Angelegenheiten ernannt. Metternich stand dabei für eine eher frankreichfreundliche Politik. Da er sich damit gegenüber den maßgeblichen Ministern nicht durchsetzen konnte, ging er 1773 an den kaiserlichen Hof.

### Kaiserlicher Gesandter
In Wien wurde er vor allem von Wenzel Anton Kaunitz gefördert. Er wurde zum Gesandten für die Kurfürstentümer Trier und Köln sowie für den Niederrheinisch-Westfälischen Reichskreis ernannt. Er spielte bei der Wahl von Maria Kunigunde von Sachsen zur Fürstäbtissin von Essen (1780) sowie bei der Wahl von Maximilian Franz von Österreich zum Erzbischof von Köln und Bischof von Münster eine bedeutende Rolle. Allerdings scheiterte Metternich dabei, den Kandidaten des kaiserlichen Hofes auch in den Bistümern Lüttich, Hildesheim und Paderborn durchzusetzen. Zeitweise war Metternich auch Gesandter in Mainz, verlor aber durch Intrigen das Vertrauen von Kurfürst Friedrich Karl von Erthal und wurde von diesem Posten wieder abberufen. Der Versuch Metternichs eine Stelle als Kammerrichter am Reichskammergericht oder gar die eines Reichsvizekanzlers zu erringen, scheiterte an mangelnder Unterstützung von Kaunitz. Stattdessen wurde Metternich bei der Kaiserwahl von Leopold II. von 1790 zum zweiten kurböhmischen Wahlbotschafter ernannt.
Im Jahre 1782 wurde er in Straßburg Mitglied des Freimaurerbundes; die Loge Karoline zu den drei Pfauen in Neuwied führte ihn im Jahr 1784 in ihren Akten als Meister vom Stuhl. Er war außerdem Mitglied des Illuminatenordens.

### Minister für die Österreichischen Niederlande
Später spielte er bei der Beendigung der Lütticher Revolution eine Rolle. In der Folge wurde Metternich zum bevollmächtigten Minister für die Österreichischen Niederlande ernannt. Sein Einflussbereich wurde allerdings vom offiziellen Statthalter Herzog Albert von Sachsen-Teschen deutlich eingeschränkt. Metternich kam den Landständen entgegen, konnte diese aber nicht wirklich überzeugen. Seine Lage in Brüssel wurde 1792 durch den Beginn des Ersten Koalitionskrieges gefährlich und er zog sich zwischenzeitlich zurück. Durch den Rücktritt von Kaunitz verlor Metternich seinen wichtigsten Fürsprecher in Wien. Nach dem Verlust der Österreichischen Niederlande an Frankreich 1794 kehrte Metternich nach Wien zurück. Durch den Vormarsch der Franzosen verlor er einen Großteil seiner Besitzungen im Rheinland und die Familie geriet dadurch in finanzielle Schwierigkeiten. Zunächst ohne weitere Verwendung wurde er 1797 Gesandter des Reiches auf dem Kongress zu Rastatt. Nach dem für Österreich eher negativen Verlauf, wofür Metternich nicht verantwortlich war, verlor er jeden Rückhalt am Hof in Wien.

### Politisches Abseits
1803 wurde die Familie für den Verlust der linksrheinischen Besitzungen auf dem Reichsdeputationshauptschluss mit der Reichsabtei Ochsenhausen entschädigt. Seither trug Metternich den Fürstentitel. Außerdem wurde er 1804 zum Staats- und Konferenzminister ernannt, ohne dass damit eine praktische Aufgabe verbunden gewesen wäre. Während sich sein Sohn Clemens 1810 wegen der Hochzeit von Marie-Louise von Österreich mit Napoleon in Paris aufhielt, vertrat ihn Metternich als Leiter der Hof- und Staatskanzlei. Als solcher suchte er die Annäherung Österreichs an Russland. Nach der Rückkehr von Clemens machte dieser die Anordnungen seines Vaters rückgängig, da er zu diesem Zeitpunkt für eine Politik an der Seite Frankreichs plädierte. Als Inhaber der mediatisierten Herrschaft Ochsenhausen war Metternich virilstimmberechtigtes Mitglied der württembergischen Ständeversammlungen von 1815 bis 1817, nahm aber an den Sitzungen in Stuttgart nicht persönlich teil, sondern ließ sich durch den Grafen Richard von Schaesberg-Thannheim vertreten.